# Вугільна бухта
Вугільна бухта (рос. Угольная бухта) — родовище вугілля в Магаданській області РФ, на узбережжі бухти Вугільної (Берингове море).

## Історія
Родовище відоме з 1886 року. Розробляється з 1940 року.

## Характеристика
Площа 465 км². Розвідане (до глибини 360 м) запаси 58 млн т. Спочатку дрібними шахтами, з 1965 — шахтою «Беринговська». Вугленосні відклади верх. крейди і палеогену потужністю 470 м. Близько 13 вугільних пластів, в тому числі 5 — робочої потужності. Максимальна потужність пластів 4-6 м, переважна — 1-2 м. Вугілля кам'яне, марки Г. Зольність 17 %.